# Langelandslinjen
Langelandslinjen (tidligere LangelandsFærgen) er færgeforbindelsen imellem Spodsbjerg og Tårs. Ruten drives af rederiet Molslinjen.
Ruten er oprindeligt ejet af SFDS, siden solgt til Scandlines i 1997, frasolgt til Clipper Group med virkning fra 2008 og fusioneret ind i Danske Færger A/S (Færgen) fra 2011.
Efter afgørelse i konkurrencestyrelsen blev samtlige aktier i rederiet Danske Færger opkøbt af Molslinjen som herefter omdøbte ruten til Langelands-linjen.
Stort set lige så længe, som der er blevet handlet med varer, har der været færgeoverfart mellem Langeland og Lolland over Langelandsbæltet. I godt 500 år har der været færgerier, der har stået for overfarten, men det har ikke hele tiden være lige organiseret. Eksempelvis var der forskellige færgemænd, der har haft rettigheder til forskellige ting.  

## Historie
I 1869 blev der oprettet en rute mellem Korsør-Spodsbjerg-Nakskov af De Forenede Dampskibselskab for Langeland og Lolland. Det var en lang række af godsejere fra Langeland, der sammen med købmænd og en greve, fik oprettet ruten og selskabet for at gøre transporten lettere og få mere styr på forholdene.  
De Forenede Dampskibselskab for Langeland og Lolland havde ruten mere eller mindre alene indtil 1884, hvor SFDS oprettede en fast overfart mellem Spodsbjerg-Nakskov. Med en større organisation og selskab i ryggen, havde SFDS en lang række fordele, der i sidste ende fik De Forenede Dampskibselskab for Langeland og Lolland til at dreje nøgen om og indstille sejladsen. 
I 1975 blev ruten lavet om til den, vi kender i dag, altså Spodsbjerg-Tårs, hvilket primært skete for at gøre sejltiden kortere, og med den nye rute blev tiden på overfarten halveret, så sejltiden kom ned på 45 minutter i stedet for de 90 minutter, der tidligere havde været tilfældet. 
I 2012 blev der indsat to helt nye færger på ruten, hvilket øgede kapaciteten med mere end 140% i forhold til de ældre færger Frigg, Thor og Odin, der havde stået for overfarten tidligere.  I Juli 2013 satte overfarten rekord med 5.186 personer og 1563 biler på en dag. Det højeste antal målt i overfartens historie.

## Rederiets Færger
Lolland: Rederiet nye færge Lolland, er ikke den første færge, der har sejlet overfarten i det navn. I 1955 hed færgen også Lolland, den kunne have 630 personer, 30 biler og 5-6 godsvogne med. Lolland sejlede på ruten i et år, inden den begyndte at sejle over Storebælt i 1956.
Langelandsbælt: Færgen Langelandsbælt blev bygget på det nordtyske skibsværft Husumer Schiffswerft i 1960 og kunne have 270 personer og 35 biler med sig. Den sejlede på ruten i ganske få år, og blev efterfølgende blandt andet indsat på Korsør-Lohals inden den i starten af firserne blev solgt til udlandet, hvor den blandt andet sejlede på Panama kanalen inden den  i 1990 blev oplagt med en maskinskade og et par år efter sank under mystiske omstændigheder.   
Ærø-Pilen: I 1972 blev "Ærø-Pilen" der også har heddet Spodsbjerg bygget på Husumer Schiffswerft i Tyskland. Færgen målte 55 meter og kunne medtage 300 personer og 40 biler. Færgen blev aldrig en fast rutefærge på overfarten men blev overført som reservefærge i 1991, en funktion den udfyldte i fem år, inden den kom videre. 
Taars: Færgen blev bygget på P. Høivolds Mekaniske Verksted i Norge i 1966. Med sine ca.53 meter og kapacitet på 230 passagerer og 36 biler, svarede Taars størrelsesmæssigt til Langelangsbæltet, der var blevet indsat i 1960. Taars blev indsat på ruten i 1975, hvor den delvist stod for Spodsbjerg-Taars og delvist sejlede mellem Korsøs og Lohals. Efter 20 års tjeneste, blev Taars solgt til Estland, hvor den blev omdøbt og i 2008 ophugget. 
Thor Sydfyen: Thor var den første af færgerne opkaldt efter de nordiske guder, der kom til at sejle på Spodsbjerg-Taars overfarten. Thor Sydfyen blev bygget på Dannebrog Værftet i Århus i 1978 og har en kapacitet på 300 personer og 50 personbiler. Den sejlede på ruten fra 1978 og indtil 1998, hvor den blev overført til ruten Bøjden-Fynshav. I 2012 blev den oplagt i Spodsbjerg, men efterfølgende er den solgt til at selskab på Cypern. 
Odin Sydfyen: Den anden færge opkaldt efter de nordiske guder, der kom til at sejle på overfarten var Odin Sydfyen. Færgen blev bygget på Svendborg Skibsværft i 1982 og var en anelse større end Thor. Kapaciteten var også udvidet en smule til 340 passagerer men stadig 50 personbiler. Odin sejlede på ruten frem til 2012 hvor den blev overført som reserve færge på Bøjden-Fynshav, hvor den i højsæsonen og er oplagt Fåborg resten af tiden.  
Frigg Sydfyen: Den sidste af de nordiske guder færgerne, der blev indsat på ruten var Frigg. Bygget på Svendborg Skibsværft med næsten de samme dimensioner og med samme kapacitet som Odin. Ligesom Odin sejlede Frigg også på Spodsbjerg-Tårs ruten frem til 2012, og blev overført til Bøjden-Fynshav, da rederiet LangelandsFærgen investerede i to nye færger til ruten.  
Lolland: Rederiet havde tidligere haft en færge ved navn Lolland, og i 2012 kom der igen en færge ved det navn i farvandet. Lolland blev bygget på det tyske værft J.J. Sietas KG Schiffswerft GmbH u. Co i 2011, og var langt den største færge, der har været på overfarten siden den oprindelige Lolland. Kapaciteten er på 600 personer og 122 personbiler, omkring dobbelt så mange som Thor, Odin og Frigg.   
Langeland: Præcis lige som Lolland, så blev Langeland også bygget på J.J. Sietas KG Schiffswerft GmbH u. Co og indsat på ruten i 2012. Med de to nye færger øgede ruten kapaciteten med mere end 140%, og de to nye færger har været med til at sørge for, at der i sommeren 2013, blev sat en rekord for en enkelt dag, hvor mere end 5000 personer og 1500 biler benyttede overfarten.   